# Marianowo (powiat międzychodzki)
Marianowo – wieś w Polsce, położona w województwie wielkopolskim, w powiecie międzychodzkim, w gminie Sieraków.
Miejscowość leży na skraju Puszczy Noteckiej i na wysokim brzegu Warty, na skraju drugiej terasy rzeki. Stanowi sołectwo.
Do 2024 r. miejscowość była przysiółkiem wsi Bucharzewo. W latach 1975–1998 przysiółek należał administracyjnie do województwa poznańskiego.

## Historia
W okresie Wielkiego Księstwa Poznańskiego (1815-1848) miejscowość należała do wsi większych w ówczesnym pruskim powiecie Międzychód w rejencji poznańskiej. Marianowo należało do okręgu sierakowskiego tego powiatu i stanowiło część majątku Sieraków, którego właścicielem był wówczas rząd pruski w Berlinie. Według spisu urzędowego z 1837 roku wieś liczyła 184 mieszkańców, którzy zamieszkiwali 11 dymów (domostw).

## Podział administracyjny
W skład sołectwa Marianowo administracyjnie wchodzą również 2 osady leśne (wraz z leśniczówkami) oraz 5 samodzielnych leśniczówek:
- osada leśna Błoto
- leśniczówka Borowy Młyn
- leśniczówka i osada leśna Czapliniec
- leśniczówka i osada leśna Dębowiec
- leśniczówka Gospódka
- leśniczówka Kukułka
- leśniczówka Pławiska

## Przyroda
We wsi Marianowo, na skraju Puszczy Noteckiej znajduje się najprawdopodobniej najgrubsze i jedno z najstarszych drzew tego kompleksu leśnego, dąb Józef o obwodzie ok. 840 cm, nazwany na cześć leśniczego Józefa Chwirota.

## Demografia
Według danych Urzędu Gminy w Sierakowie, na dzień 1 października 2012 r. sołectwo Marianowo liczy 127 zameldowanych mieszkańców. Powierzchnia sołectwa wynosi 65,60 km², co czyni je największym powierzchniowo obrębem gminy Sieraków. Jest to zarazem sołectwo o najniższej gęstości zaludnienia rzędu 1,9 os. na km² w 2012 r.
| rok     | 1970 | 1978 | 1998 | 1999 | 2008 | 2010 | 2012 |
| ------- | ---- | ---- | ---- | ---- | ---- | ---- | ---- |
| ludność | 146  | 142  | 108  | 110  | 121  | 119  | 127  |

### Ludność w częściach sołectwa
W skład sołectwa wchodzi aż 8 miejscowości wiejskich, zwłaszcza osad śródleśnych i leśniczówek. Sieć osadniczą sołectwa stanowią małe jednostki nie przekraczające z reguły 10 mieszkańców. Do największych osad należą: Marianowo (65 osób), Dębowiec (35) i Pławiska (5) (dane rok 2008). W tych trzech miejscowościach mieszka niemal 87% mieszkańców sołectwa.
| Rok  | Marianowo | %     | Borowy Młyn | %    | Błoto | %    | Czapliniec | %    | Dębowiec | %     | Gospódka | %    | Kukułka | %    | Pławiska | %    | Sołectwo |
| ---- | --------- | ----- | ----------- | ---- | ----- | ---- | ---------- | ---- | -------- | ----- | -------- | ---- | ------- | ---- | -------- | ---- | -------- |
| 1998 | 55        | 50,9% | 1           | 0,9% | 3     | 2,8% | 8          | 7,4% | 29       | 26,8% | 2        | 1,8% | 4       | 3,7% | 6        | 5,5% | 108      |
| 1999 | 60        | 54,5% | 1           | 0,9% | 3     | 2,7% | 9          | 8,1% | 25       | 22,7% | 2        | 1,8% | 4       | 3,6% | 6        | 5,4% | 110      |
| 2008 | 65        | 53,7% | 4           | 3,3% | 0     | 0,0% | 4          | 3,3% | 35       | 28,9% | 4        | 3,3% | 4       | 3,3% | 5        | 4,1% | 121      |

## Komunikacja
Przez przysiółek przebiega DW nr 198 z Sierakowa przez Marianowo do Międzychodu.

## Turystyka
- Ścieżka dydaktyczna Marianówka

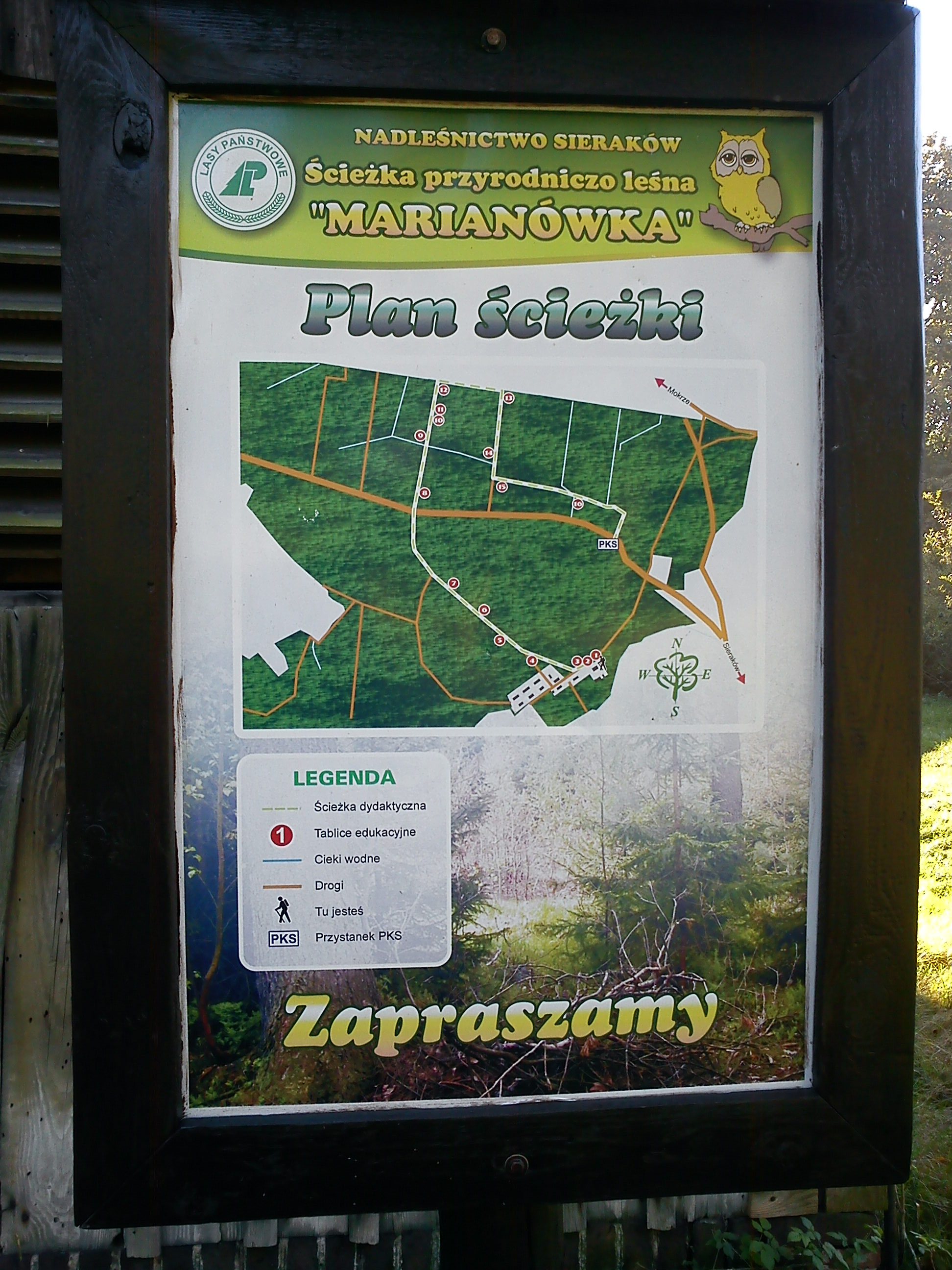
Tablica informacyjna ścieżki edukacyjnej "Marianówka"

- szlak żółty z Sierakowa przez most na Warcie przez Marianowo (dąb Józef) → RP Mszar n. jez. Mnich → RP Cegliniec → Borowy Młyn → przez Puszczę Notecką
- szlak czarny z Radusza przez Błoto i Kukułkę

- Szlak Akademicki SSSR